# FIBA European Championship 1994-1995
La FIBA Euro League 1994-1995 (o Coppa dei Campioni 1994-1995) venne vinta dagli spagnoli del Real Madrid, all'ottavo successo della loro storia nella manifestazione.

## Risultati

### Primo turno
| Squadra 1                | Totale  | Squadra 2             | Andata | Ritorno |
| ------------------------ | ------- | --------------------- | ------ | ------- |
| Rés. Walferdange         | 126-168 | Brno                  | 73-89  | 53-79   |
| Pezoporikos              | 40-0    | BK Levski Sofia       | 20-0   | 20-0    |
| Sloboda Tuzla            | 124-180 | KK Split              | 68-99  | 56-81   |
| Budivelnyk Kyïv          | 199-153 | Śląsk Wrocław         | 100-70 | 99-83   |
| Tbilisi                  | 175-188 | BK Brocēni            | 80-88  | 95-100  |
| Adelin Pogradec          | 151-222 | Prievidza             | 78-99  | 73-123  |
| Honvéd                   | 163-155 | Rabotnički            | 99-82  | 64-73   |
| KK Tallinn               | 168-199 | Kärcher Hisings-Kärra | 70-105 | 98-94   |
| Thames V. Tigers         | 174-156 | Lanèche Weert         | 96-94  | 78-62   |
| Dinamo Bucarest          | 129-190 | CSKA                  | 64-92  | 65-98   |
| Möllersdorf Traiskirchen | 133-178 | Hapoel Tel Aviv       | 75-86  | 58-92   |
| KTP-Basket               | 157-197 | Bellinzona            | 74-86  | 83-111  |

1. ↑  Il Levski Sofia si è ritirato prima dell'inizio della manifestazione; sono state assegnate pertanto due vittorie a tavolino al Pezoporikos.

### Sedicesimi di finale
| Squadra 1             | Totale  | Squadra 2              | Andata | Ritorno |
| --------------------- | ------- | ---------------------- | ------ | ------- |
| Brno                  | 109-155 | Limoges                | 52-71  | 57-84   |
| Pezoporikos           | 154-250 | Barcellona             | 95-122 | 59-128  |
| KK Split              | 142-155 | Bayer Leverkusen       | 73-65  | 69-90   |
| Budivelnyk Kyïv       | 155-162 | Panathīnaïkos          | 87-79  | 68-83   |
| BK Brocēni            | 156-168 | Joventut Badalona      | 77-68  | 79-100  |
| Prievidza             | 157-208 | Cibona                 | 82-105 | 75-103  |
| Žalgiris              | 150-207 | V.L. Pesaro            | 77-91  | 73-116  |
| Honvéd                | 174-190 | SL Benfica             | 85-94  | 89-96   |
| Kärcher Hisings-Kärra | 144-173 | Efes Pilsen            | 81-85  | 63-88   |
| Thames V. Tigers      | 138-180 | Virtus Bologna         | 62-82  | 76-98   |
| CSKA                  | 178-166 | Antibes                | 104-77 | 74-89   |
| Hapoel Tel Aviv       | 148-152 | PAOK                   | 82-70  | 66-82   |
| Bellinzona            | 111-144 | Maccabi Tel Aviv       | 49-55  | 62-89   |
| Union Olimpija        | 148-136 | Racing Basket Mechelen | 85-61  | 63-75   |

- Passano automaticamente agli ottavi di finale:
  -  Real Madrid
  -  Olympiakos

### Ottavi di finale

#### Gruppo A
|    | Squadra          | P  | G  | V  | P  | PF   | PS   | Diff |
| -- | ---------------- | -- | -- | -- | -- | ---- | ---- | ---- |
| 1. | Panathīnaïkos    | 24 | 14 | 10 | 4  | 1059 | 982  | +77  |
| 2. | Real Madrid      | 23 | 14 | 9  | 5  | 1052 | 989  | +63  |
| 3. | CSKA             | 23 | 14 | 9  | 5  | 1203 | 1162 | +41  |
| 4. | V.L. Pesaro      | 23 | 14 | 9  | 5  | 1148 | 1108 | +40  |
| 5. | Maccabi Tel Aviv | 22 | 14 | 8  | 6  | 1113 | 1104 | +9   |
| 6. | PAOK             | 20 | 14 | 6  | 8  | 1037 | 1046 | -9   |
| 7. | Union Olimpija   | 17 | 14 | 3  | 11 | 1026 | 1102 | -76  |
| 8. | SL Benfica       | 16 | 14 | 2  | 12 | 970  | 1115 | -145 |

#### Gruppo B
|    | Squadra           | P  | G  | V  | P  | PF   | PS   | Diff |
| -- | ----------------- | -- | -- | -- | -- | ---- | ---- | ---- |
| 1. | Limoges           | 24 | 14 | 10 | 4  | 983  | 911  | +72  |
| 2. | Olympiakos        | 22 | 14 | 9  | 5  | 1086 | 958  | +128 |
| 3. | Cibona            | 22 | 14 | 8  | 6  | 1049 | 1060 | -11  |
| 4. | Virtus Bologna    | 22 | 14 | 8  | 6  | 1072 | 1023 | +49  |
| 5. | Barcellona        | 22 | 14 | 8  | 6  | 1095 | 1079 | +16  |
| 6. | Efes Pilsen       | 22 | 14 | 8  | 6  | 900  | 912  | -12  |
| 7. | Bayer Leverkusen  | 18 | 14 | 4  | 10 | 1009 | 1100 | +91  |
| 8. | Joventut Badalona | 15 | 14 | 1  | 13 | 923  | 1074 | -151 |

### Quarti di finale
| Squadra 1      | Totale | Squadra 2     | Gara 1 | Gara 2 | Gara 3 |
| -------------- | ------ | ------------- | ------ | ------ | ------ |
| Virtus Bologna | 1-2    | Panathīnaïkos | 85-68  | 55-63  | 56-99  |
| KK Cibona      | 0-2    | Real Madrid   | 78-82  | 70-82  | -      |
| V.L. Pesaro    | 1-2    | Limoges       | 68-55  | 66-79  | 72-82  |
| CSKA           | 1-2    | Olympiakos    | 95-65  | 77-86  | 54-79  |

### Final four
|  | Semifinali    | Semifinali    | Semifinali |            |             | Finale          | Finale          | Finale          |  |
|  |               |               |            |            |             |                 |                 |                 |  |
|  | CSP Limoges   | CSP Limoges   | 49         |            |             |                 |                 |                 |  |
|  | CSP Limoges   | CSP Limoges   | 49         |            |             |                 |                 |                 |  |
|  | Real Madrid   | Real Madrid   | 62         |            |             |                 |                 |                 |  |
|  | Real Madrid   | Real Madrid   | 62         |            | Real Madrid | Real Madrid     | 73              |                 |  |
|  |               |               |            |            | Real Madrid | Real Madrid     | 73              |                 |  |
|  |               |               | Olympiakos | Olympiakos | 61          |                 |                 |                 |  |
|  | Panathīnaïkos | Panathīnaïkos | Olympiakos | Olympiakos | 61          | 52              |                 |                 |  |
|  | Panathīnaïkos | Panathīnaïkos |            |            |             | 52              |                 |                 |  |
|  | Olympiakos    | Olympiakos    | 58         |            |             | Finale 3º posto | Finale 3º posto | Finale 3º posto |  |
|  | Olympiakos    | Olympiakos    | 58         |            |             |                 |                 |                 |  |
|  |               |               |            |            |             |                 |                 |                 |  |
|  |               |               |            |            |             | CSP Limoges     | CSP Limoges     | 77              |  |
|  |               |               |            |            |             | CSP Limoges     | CSP Limoges     | 77              |  |
|  |               |               |            |            |             | Panathīnaïkos   | Panathīnaïkos   | 91              |  |

| Coppa dei Campioni 1994-1995 |
| ---------------------------- |
| Real Madrid 8º titolo        |

## Formazione vincitrice
| N° | Naz.                   | Ruolo | Sportivo            |  | Alt. |  |
| -- | ---------------------- | ----- | ------------------- |  | ---- |  |
| 4  | Spagna (bandiera)      | P     | José Lasa           |  | 181  |  |
| 5  | Spagna (bandiera)      | P     | Ismael Santos       |  | 195  |  |
| 6  | Spagna (bandiera)      | AP    | Javier García Coll  |  | 193  |  |
| 7  | Spagna (bandiera)      | AP    | José Biriukov       |  | 194  |  |
| 8  | Stati Uniti (bandiera) | AG    | Joe Arlauckas       |  | 206  |  |
| 9  | Spagna (bandiera)      | P     | José Miguel Antúnez |  | 193  |  |
| 11 | Lituania (bandiera)    | C     | Arvydas Sabonis     |  | 221  |  |
| 12 | Spagna (bandiera)      | C     | Martín Ferrer       |  | 203  |  |
| 13 | Spagna (bandiera)      | AG    | Pep Cargol          |  | 203  |  |
| 15 | Spagna (bandiera)      | C     | Antonio Martín      |  | 210  |  |
|    | Jugoslavia (bandiera)  | All.  | Željko Obradović    |  |      |  |